# Lånnsjötjärnen
Lånnsjötjärnen är en sjö i Dorotea kommun i Lappland och ingår i Ångermanälvens huvudavrinningsområde. Sjön har en area på 0,09 kvadratkilometer och ligger 361 meter över havet.

## Delavrinningsområde
Lånnsjötjärnen ingår i det delavrinningsområde (712190-154135) som SMHI kallar för Utloppet av Lavsjön. Medelhöjden är 365 meter över havet och ytan är 44,14 kvadratkilometer. Det finns inga avrinningsområden uppströms utan avrinningsområdet är högsta punkten. Lavsjöbäcken som avvattnar avrinningsområdet har biflödesordning 6, vilket innebär att vattnet flödar genom totalt 6 vattendrag innan det når havet efter 283 kilometer. Avrinningsområdet består mestadels av skog (67 procent) och sankmarker (15 procent). Avrinningsområdet har 4,64 kvadratkilometer vattenytor vilket ger det en sjöprocent på 10,5 procent.